# Lujkí (Crimea)
|  | Per a altres significats, vegeu «Lujkí». |

Lujkí (en ucraïnès i en rus: Лужки) és un poble de la República Autònoma de Crimea a Ucraïna, que el 2014 tenia 228 habitants. Pertany al districte de Nijnegorski.